# Истребитель демонов: На тренировку столпов
«Истребитель демонов: На тренировку столпов» (яп. 鬼滅の刃 柱稽古編 Кимэцу но яиба Хасира гэйко-хэн) — аниме-фильм в жанрах боевика и фэнтези, основанный на сюжетной арке «Тренировка столпов» из серии манги «Истребитель демонов», автором и иллюстратором которой является Коёхару Готогэ. Фильм является прямым продолжением третьего сезона аниме-сериала и его третьей киноадаптацией после картин «Истребитель демонов: Поезд „Бесконечный“» (2020) и «Истребитель демонов: Деревня кузнецов» (2023). Режиссёром выступил Харуо Сотодзаки, а сценаристами — сотрудники студии Ufotable.
Как и киноверсия «Деревни кузнецов», «На тренировку столпов» является фильмом-компиляцией: в нём присутствуют кадры из последней серии третьего сезона и из первой серии четвёртого сезона, который на момент премьеры фильма ещё не вышел в эфир.
Фильм «Истребитель демонов: На тренировку столпов» вышел в японский прокат 2 февраля 2024 года, дистрибьюторами выступили компании Toho и Aniplex. В странах СНГ премьера состоялась 7 марта. Как и предшественники, фильм получил в основном положительные отзывы, а также собрал более $ 44 млн в мировом прокате.

## Сюжет
Вскоре после победы над Гёкко, пятой молодой луной из Дюжины бесовских лун, на лице туманного столпа Муитиро Токито появляется загадочный шрам, увеличивающий его силу и скорость; изнемождённый, Муитиро падает на землю, когда к нему подбегают Кодзо Канамори и Котэцу.
Тем временем любовный столп Мицури Канродзи при поддержке Тандзиро Камадо и Гэнъи Синадзугавы противостоят четвёртому демону молодой луны Хантэнгу, уменьшившемуся в размерах и спрятавшемуся в деревянном коконе, в то время как их атакуют гигантские деревянные драконы, созданные с помощью магии крови олицетворения ненависти демона по имени Дзохакутэн. В бою с Дзохакутэном у Мицури на шее также появляется шрам, в то время как Тандзиро и Гэнъя преследуют Хантэнгу. Тандзиро применяет «танец бога огня», чтобы катаной рассечь демону шею, однако Хантэнгу внезапно вырастает в своего клона по имени Урами, олицетворяющего его обиду, и пытается убить мечника.
Урами пытается убить Тандзиро и Гэнъю своим пронзительным криком, однако Нэдзуко, сестра-демон Тандзиро, проливает на тело врага свою кровь и поджигает его. Все они падают с обрыва как раз в тот момент, когда к ним на помощь приходят Муитиро, Кодзо, Котэцу и Хотару Хаганэдзука. С приближением рассвета Муитиро из последних сил передаёт Тандзиро древнюю катану, полировку которой Хотару ещё не закончил.
Поняв, что Дзохакутэн бросает почти все свои силы на борьбу с Мицури, Урами замечает трёх спрятавшихся кузнецов и собирается съесть их. Тандзиро удаётся обезглавить Урами, но Нэдзуко начинает гореть от попавших на неё солнечных лучей. Испуганный, Тандзиро замечает, что тело Урами всё ещё живо, поскольку Хантэнгу, основное тело демона, ещё не обезглавлен. Растерявшийся Тандзиро не может выбрать между защитой сестры и убийством демона; Нэдзуко отталкивает брата от себя и подаёт сигнал, чтобы тот убил демона.
Тандзиро осознаёт, что Хантэнгу спрятался в сердце Урами, и разрубает демона надвое, тем самым выводя его на свет. В свои последние секунды Хантэнгу вспоминает свою человеческую жизнь, в которой он был преступником. Дзохакутэн тем временем обращается в прах, благодаря чему Мицури остаётся жива. Тандзиро оплакивает смерть сестры, но выясняется, что Нэдзуко больше не горит, хотя по-прежнему остаётся демоном, что его сильно радует, тем более что та снова начинает говорить, избавившись от своего кляпа из бамбука.
Через воспоминания Хантэнгу король демонов Мудзан Кибуцудзи узнаёт о том, что у Нэдзуко появился иммунитет к солнечному свету, и задаётся целью поймать её и съесть, чтобы наконец стать бессмертным. После битвы Муитиро благодарит Тандзиро за то, что тот помог ему вспомнить, кто он такой, Мицури обнимает друзей, радуясь, что они выжили, а жители деревни кузнецов чествуют Тандзиро и Нэдзуко, благодаря их за спасение.
Спустя неделю друзья Тандзиро Дзэницу Агацума и Иноскэ Хасибира возвращаются со своих индивидуальных заданий. Тандзиро восстанавливается после битвы, а Хотару даёт ему новую катану с гардой покойного пламенного столпа Кёдзюро Рэнгоку. Тандзиро также получает письмо от Тамаё: она пишет, что с помощью собранных юношей образцов крови членов Дюжины ей удаётся возвращать демонам человеческий облик. Во время совместного задания змеиный столп Обанай Игуро и ветряной столп Санэми Синадзугава, старший брат Гэнъи, натыкаются на заброшенный храм, в котором живут демоны. Вскоре они понимают, что это место представляет собой один из порталов в Бесконечную крепость, бескрайнее иное измерение, являющееся убежищем Мудзана.
Глава истребителей демонов Кагая Убуясики находится на смертном одре, а потому его супруга Аманэ проводит собрание столпов вместо него. На собрании Муитиро и Мицури рассказывают о своих шрамах, проявляющихся при определённых обстоятельствах. Столпы организовывают специальную тренировочную программу для всех мечников, чтобы подготовить их к противостоянию Мудзану.
Аманэ поручает насекомьему столпу Синобу Котё в сотрудничестве с Тамаё разработать яд для Мудзана. Так называемой «тренировкой столпов» руководят все столпы, в том числе отошедший от дел звуковой столп Тэнгэн Удзуй. От участия отказывается лишь водный столп Гию Томиока, который решает тренироваться самостоятельно.

## Актёры и персонажи
| Персонаж                                                      | Сэйю              |
| ------------------------------------------------------------- | ----------------- |
| Тандзиро Камадо (яп. 竈門 炭治郎 Камадо Тандзиро:)            | Нацуки Ханаэ      |
| Нэдзуко Камадо (яп. 竈門 禰豆子 Камадо Нэдзуко)               | Акари Кито        |
| Муитиро Токито (яп. 時透 無一郎 Токито: Муитиро:)             | Кэнго Каванъиси   |
| Мицури Канродзи (яп. 甘露寺 蜜璃 Канродзи Мицури)             | Кана Ханадзава    |
| Хантэнгу / четвёртая молодая луна (яп. 半天狗)                | Тосио Фурукава    |
| Гёкко / пятая молодая луна (яп. 玉壼)                         | Косукэ Ториуми    |
| Гэнъя Синадзугава (яп. 不死川 玄弥 Синадзугава Гэнъя)         | Нобухико Окамото  |
| Хотару Хаганэдзука (яп. 鋼鐵塚 螢 Хаганэдзука Хотару)         | Дайсукэ Намикава  |
| Кодзо Канамори (яп. 鉄穴森 鋼蔵 Канамори Ко:дзо:)             | Эидзи Такэмото    |
| Котэцу (яп. 小鉄)                                             | Аюму Мурасэ       |
| Дзэницу Агацума (яп. 我妻 善逸 Агацума Дзэнъицу)              | Хиро Симоно       |
| Иноскэ Хасибира (яп. 嘴平 伊之助 Хасибира Иносукэ)            | Ёсицугу Мацуока   |
| Канао Цуюри (яп. 栗花落 カナヲ Цуюри Канао)                   | Рэйна Уэда        |
| Кагая Убуясики (яп. 産屋敷 耀哉 Убуясики Кагая)               | Тосиюки Морикава  |
| Аманэ Убуясики (яп. 産屋敷 天音 Убуясики Аманэ)               | Рина Сато         |
| Мудзан Кибуцудзи (яп. 鬼舞辻 無惨 Кибуцудзи Мудзан)           | Тосихико Сэки     |
| Обанай Игуро (яп. 伊黒 小芭内 Игуро Обанай)                   | Кэнъити Судзумура |
| Гию Томиока (яп. 冨岡 義勇 Томиока Гию:)                      | Такахиро Сакураи  |
| Гёмэй Химэдзима (яп. 悲鳴嶼 行冥 Химэдзима Гё:мэй)            | Томокадзу Сугита  |
| Синобу Котё (яп. 胡蝶 しのぶ Котё: Синобу)                    | Саори Хаями       |
| Санэми Синадзугава (яп. 不死川 実弥 Синадзугава Санэми)       | Томокадзу Сэки    |
| Тэнгэн Удзуй (яп. 宇髄 天元 Удзуй Тэнгэн)                     | Кацуюки Конъиси   |
| Хинацуру (яп. 雛鶴)                                           | Ацуми Танэдзаки   |
| Макио (яп. まきを)                                            | Сидзука Исигами   |
| Сума (яп. 須磨)                                               | Нао Тояма         |
| Аой Кандзаки (яп. 神崎 アオイ Кандзаки Аой)                   | Юри Эхара         |
| Тамаё (яп. 珠世)                                              | Маая Сакамото     |
| Юсиро (яп. 愈史郎 Юсиро:)                                     | Дайки Ямасита     |
| Суми Накахара (яп. 中原 すみ Накахара Суми)                   | Аюми Мано         |
| Киё Тэраути (яп. 寺内 きよ Тэраути Киё)                       | Нанами Ямасита    |
| Нахо Такада (яп. 高田 なほ Такада Нахо)                       | Юки Кувахара      |
| Гото (яп. 後藤 Гото:)                                         | Макото Фурукава   |
| Тэттин Тэттикавахара (яп. 鉄地河原 鉄珍 Тэттикавахара Тэттин) | Юсаку Яра         |

## Премьера
Фильм вышел в прокат Японии 2 февраля 2024 года. 22 февраля картина вышла в Бразилии и ряде европейских стран, а 23 февраля — в США, Канаде и Индии. 7 марта прокатная компания «Меломан» выпустила фильм на территории стран СНГ.

## Приём

### Кассовые сборы
«Истребитель демонов: На тренировку столпов» собрал $ 17,7 млн в США и Канаде и $ 26,7 млн на территории других стран, в общей сложности собрав $ 44,4 млн по всему миру (50,4 млн по данным The Numbers).
В США и Канаде «Истребитель демонов: На тренировку столпов» вышел в один день с фильмами «Красотки в бегах» и «Обыкновенные ангелы»; согласно прогнозам, в свой первый уикенд картина должна была собрать $ 7—9 млн в 1949 кинотеатрах. Первые выходные фильм завершил с результатом в $ 11,6 млн, уступив в местном прокате лишь ленте «Боб Марли: Одна любовь».

### Отзывы критиков
На сайте-агрегаторе рецензий Rotten Tomatoes аниме имеет рейтинг 88 % при 16 отзывах со средней оценкой 7,3 / 10. Зрители, опрошенные для CinemaScore, дали фильму среднюю оценку «B+» по шкале от A+ до F, а сервис PostTrak опубликовал 84 % положительных отзывов, причём 68 % опрошенных сказали, что порекомендовали бы картину к просмотру.

## Комментарии
1. ↑  Данная часть фильма повторяет события последней серии третьего сезона аниме-сериала «Истребитель демонов».